# Eleccions regionals de la Vall d'Aosta de 1978
Les eleccions per a renovar el Conseil de la Vallée / Consiglio Regionale de la Vall d'Aosta se celebraren el 25 de juny de 1978.

## Resultats electorals
| ← Eleccions regionals de la Vall d'Aosta, 1978 →                 |        |         |        |
| Partits                                                          | vots   | (%)     | escons |
| Union Valdôtaine (UV)                                            | 18.318 | 24,75%  | 9      |
| Democràcia Cristiana Italiana (DC)                               | 15.723 | 21,24%  | 7      |
| Partit Comunista Italià (PCI)                                    | 14.442 | 19,51%  | 7      |
| Demòcrates Populars                                              | 8.702  | 11,76%  | 4      |
| Partit Socialista Italià (PSI)                                   | 2.648  | 3,58%   | 1      |
| Union Valdôtaine Progressiste (UVP)                              | 2.316  | 3,13%   | 1      |
| Autonomia Socialista (AS)                                        | 1.960  | 2,65%   | 1      |
| Partit Socialista Democràtic Italià (PSDI)                       | 1.543  | 2,08%   | 1      |
| Democràcia Proletària                                            | 1.454  | 1,96%   | 1      |
| Partit Republicà Italià (PRI)                                    | 1.395  | 1,88%   | 1      |
| Aliança per la Llibertat i el Progrés (ALP) (PLI i independents) | 1.318  | 1,78%   | 1      |
| Artesans i Comerciants Valdostans (ACV)                          | 1.118  | 1,51%   | 1      |
| Alternativa Radical                                              | 976    | 1,32%   | 0      |
| Moviment Social Italià-Dreta Nacional (MSI)                      | 949    | 1,28%   | 0      |
| Ecologia Valdostana                                              | 559    | 0,76%   | 0      |
| Reagrupament Obrer Socialista                                    | 389    | 0,53%   | 0      |
| Democràcia Nacional - Constituent de Dreta                       | 205    | 0,28%   | 0      |
| Total                                                            | 74.015 | 100,00% | 35     |

Fonts: Ministero dell'Interno, ISTAT, Istituto Cattaneo, Consell Regional de la Vall d'Aosta